# Aconitum vulparia

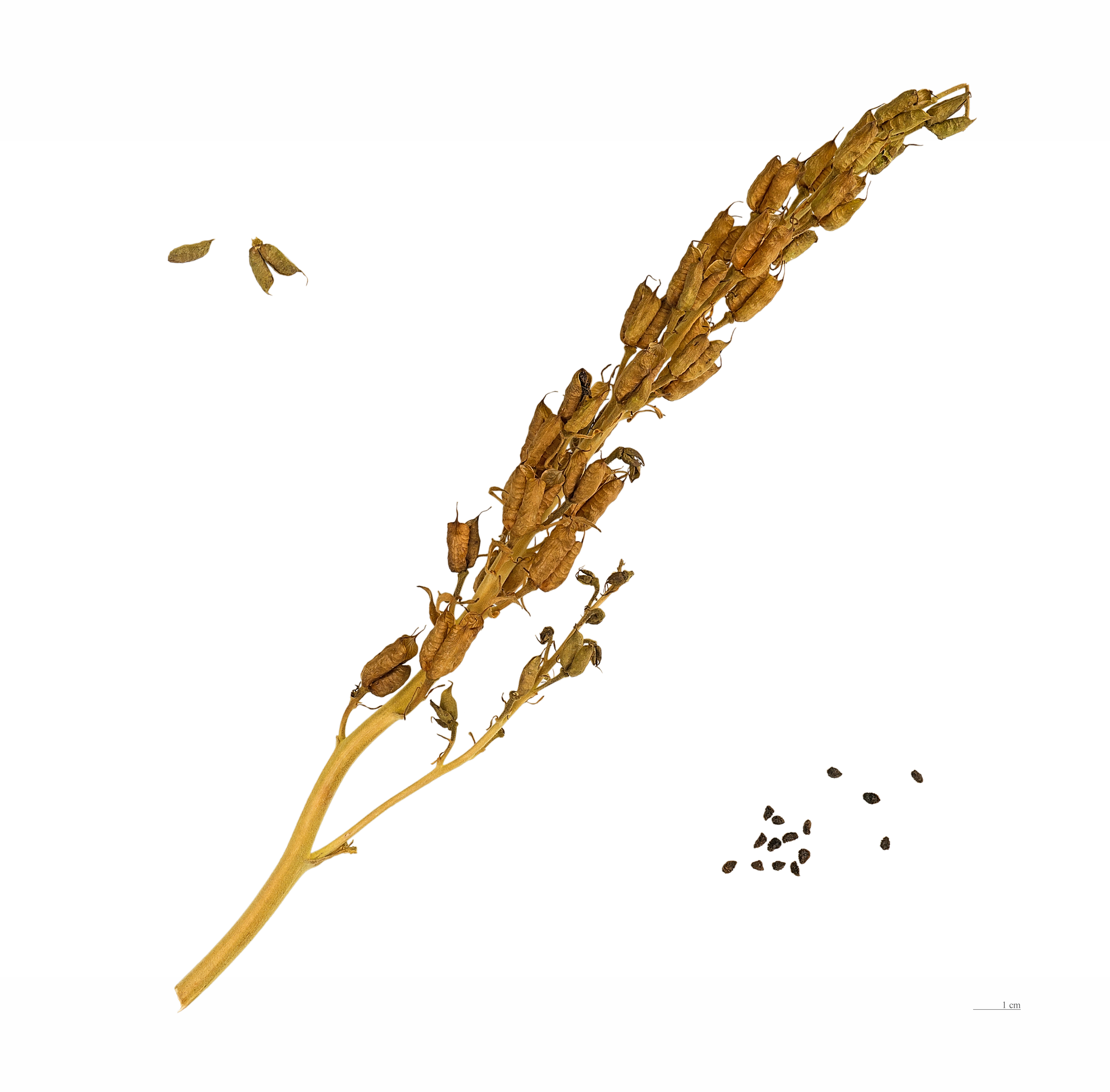
Aconitum lycoctonum subsp. vulparia

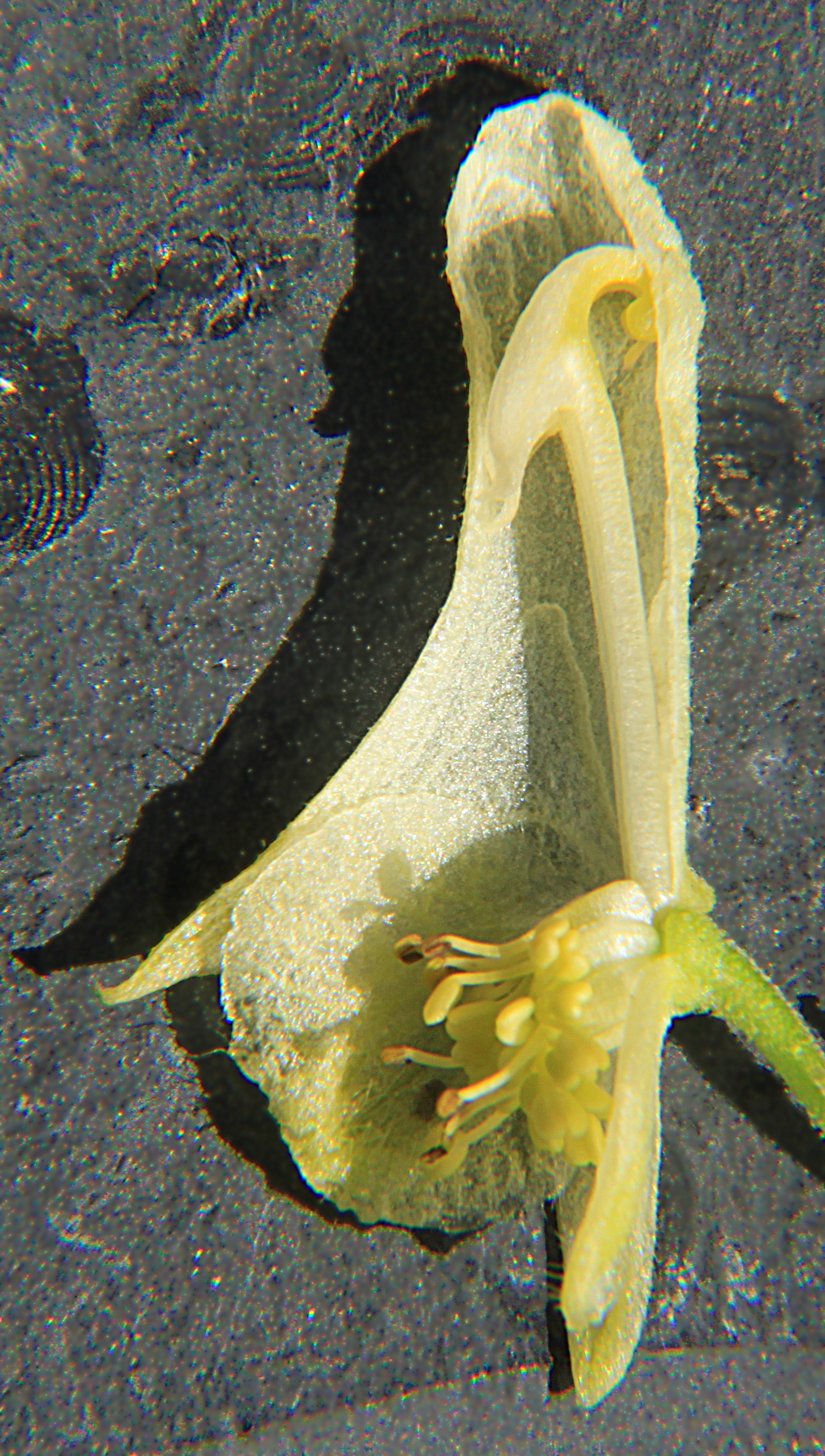
Detalle

Aconitum vulparia es una especie de plantas de la familia de las ranunculáceas.

Es nativa de Europa y Asia, en España se encuentra en las montañas septentrionales. Está bastante difundido por las montañas, bosques y tallares húmedos.

## Descripción
Es una planta herbácea perenne que alcanza los 50-150 cm de altura. Las hojas son de color verde claro, recortadas en segmentos y las flores son iguales a las de Acónito napelo pero de color amarillo pálido.

## Toxicidad
Es una planta tóxica, al igual que las demás especies del género Aconitum.
La raíz tiene licaconitina semejante a las propiedades de la aconitina.

## Taxonomía
Aconitum vulparia, fue descrita  por Ludwig Reichenbach y publicado en Uebers. Aconitum 70 1819.
Citología
Número de cromosomas de Aconitum anthora (Fam. Ranunculaceae) y táxones infraespecíficos :
2n=32
Etimología
Ver:Aconitum
vulparia: epíteto latíno que significa "de los zorros".
Sinonimia
- Aconitum atlanticum Coss.
- Aconitum fallax (Gren. & Godr.) Gáyer
- Aconitum hispanicum Gáyer
- Aconitum lamarckii Rchb. ex Spreng.
- Aconitum lycoctonum subsp. fallax (Gren. & Godr.) Font Quer
- Aconitum lycoctonum subsp. neapolitanum (Ten.) Nyman
- Aconitum lycoctonum subsp. ranunculifolium (Rchb.) Schinz & R.Keller
- Aconitum lycoctonum var. fallax Gren. & Godr.
- Aconitum lycoctonum var. neapolitanum Ten.
- Aconitum lycoctonum var. nevadense Pau
- Aconitum pantocsekianum Degen & Bald.
- Aconitum platanifolium Degen & Gáyer
- Aconitum pyrenaicum subsp. lamarckii (Rchb. ex Spreng.) O.Bolòs & Vigo
- Aconitum pyrenaicum var. fallax (Gren. & Godr.) O.Bolòs & Vigo
- Aconitum ranunculifolium Rchb.
- Aconitum vulparia subsp. neapolitanum (Ten.) Muñoz Garm.
- Aconitum vulparia subsp. ranunculifolium (Rchb.) M.Laínz
- Aconitum vulparia subsp. vulparia Rchb.[5]

## Nombres comunes
- acónito amarillo, acónito cuarto de Laguna, acónito que se dice lycoctono, anapelo, capa de monje de los herbolarios, capilla de fraile, cugulla de fraile, hierba lobuna, luparia, matalobos, matalobos de flor amarilla, tora blanca, tósigo de Roncesvalles, vedegambre, vedegambre blanco, verdegambre blanco, yerba del lobado, yerba-matalobos.[6]